# Tjeka

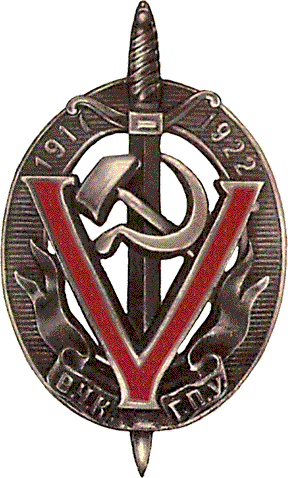
En av Tjekans utmärkelser för fem års tjänstgöring.

Tjekan var en sovjetisk säkerhets- och underrättelsetjänst, allmänt benämnd "hemlig polis", grundad av folkkommissariernas råd genom bolsjevikernas ledare Vladimir Lenin den 20 december 1917. Tjeka (ryska: ЧК) är en kortform för Vserossijskaja tjrezvytjajnaja komissija, VTjK (ryska: Всероссийская чрезвычайная комиссия по борьбе с контрреволюцией и саботажем, ВЧК) – "Allryska extraordinära kommissionen mot kontrarevolution och sabotage".
Redan den 21 december 1917 ägde Tjekakollegiets första sammanträde rum i Smolnybyggnaden i Petersburg. Ordförande blev Felix Dzerzjinskij samt Sjidelev och Jakovlev medlemmar medan Sjidelev och Ksenofontov blev sekreterare. Den 12 mars 1918 flyttade Tjekan till Moskva på Lubjanka.
Paragraf 1 i Tjekareglementet löd: ”Den utomordentliga kommissionen är berättigad att inom det ryska rikets hela område korsa och likvidera alla försök och handlingar, som gå ut på kontrarevolution eller sabotage, oberoende av från vilken sida de företagas”. Betydelsen kan inte överskattas då Pravda den 18 oktober 1918 skrev: ”Från och med nu kan lösenordet ’all makt åt sovjeter’ ersättas med ’all makt åt Tjekan’.”
Anarkisten Alexander Berkman som förvisades från USA till Sovjet beskrev med fasa vad han bevittnade som en urartning av revolutionen. Han skriver i februari 1922: ”Arresteringar, nattundersökningar, zassada (husblockad), avrättningar höra till ordningen för dagen. Den extra utomordentliga kommissionen (tjekan) ursprungligen organiserad för att bekämpa kontrarevolution och spekulation har blivit varje arbetares och bondes skräck. Dess hemliga agenter äro överallt, alltid uppdrivande ’stämplingar’, kungörande razstrel (skjutning) av hundratals utan rannsakning, dom eller apell. Från att vara ämnat till försvar för revolutionen, blir tjekan den mest förskräckliga organisation, vars orättvisa och grymhet spred fasa över hela landet. Allsmäktig, utan ansvar, blir tjekan sin egen lag, har sin egen armé, tillsätter politiska, judiciella, administrativa och exekutiva myndigheter, stiftar sina egna lagar som stå över den officiella statens. Fängelserna och koncentrationslägrens äro fyllda med förmenta kontrarevolutionärer och teoretiker, 95% av dem äro utsvultna arbetare, enkla bönder och även barn av 10 till 14 år.” 

## Organisatorisk utveckling
Den lettisk-polske adelsmannen Felix Dzerzjinskij blev Tjekans förste ordförande i Tjekapresidiet. Likaledes två lettisk-polska kamrater var andre chef Unschlicht och Mensjinskij - chef för Tjekans hemliga avdelning. 
Tjekan upplöstes formellt den 6 februari 1922 men kom att i realiteten att kvarleva med personal och lokaliteter i det omvandlade GPU, som sedermera i sin tur blev OGPU och NKVD, vilket sedermera 1946 blev MGB och 1954 KGB. I dagens Ryssland har det gamla KGB delats upp i säkerhetstjänsten FSB och underrättelsetjänsten SVR. SVR är en direkt efterföljare till INO, den utrikes underrättelsetjänsten som bildades den 20 december 1920 och som under KGB-tiden hette PGU.

## Tjekadagen
Tjekadagen infaller den 20 december, eftersom Tjekan bildades den 20 december 1917. För att ta udden av firandet hade SÄPO för vana att utvisa sovjetiska underrättelseofficerare detta datum.